# Вележева Лідія Леонідівна
Лідія Леонідівна Вележева (нар.. 2 жовтня 1966, Київ) — радянська і російська актриса театру та кіно, телеведуча, громадська і політична діячка. Заслужена артистка Російської Федерації (2010). Заслужена артистка Республіки Північна Осетія — Аланія. Член Генеральної ради російської політичної партії «Єдина Росія» (з 26 травня 2012 року). Член Громадської палати Російської Федерації 5-го скликання (з 18 лютого 2014 року)(рос.).
Внесена до чистилища бази «Миротворець» за свідоме порушення державного кордону України. У червні 2017 року брала участь у зйомках фільму «Вічне життя Олександра Христофорова» (режисер Євген Шелякін) на території анексованого РФ Криму
. Учасниця т. зв. ІІІ Міжнародного кінофестивалю «Євразійський міст» 20-24.09.2019 на території окупованої Ялти.

## Життєпис
Народилася 2 жовтня 1966 року в місті Києві, через п'ять хвилин після появи на світ її старшої сестри-близнючки Ірини.
Незабаром після народження дівчаток їх батьки розлучилися. Мати, Любов Леонідівна Вележева, працювала на тютюновій фабриці, де був тризмінний графік. Їй було важко однією справлятися з вихованням доньок, тому вони навчались у загальноосвітній школі-інтернаті з поглибленим вивченням китайської мови, де, крім основного навчання, у них була можливість відвідувати різноманітні спортивні секції і тематичні гуртки. У різний час Ліда займалася гандболом, фігурним катанням, народними танцями, навчалася грі на фортепіано і гітарі, брала участь у всіх шкільних концертах, виразно читала вірші і мріяла стати актрисою. Найбільш постійними виявилися її заняття в драматичному гуртку, де ставились українські п'єси. Після того, як дівчатка закінчили шостий клас, мати вийшла заміж за полковника у відставці. Вітчим Володимир замінив дівчаткам батька, пропонував забрати їх з інтернату, але вони відмовилися, бо їм дуже подобалося там жити і вчитися.
У віці тринадцяти років Лідія самостійно з'явилася на Кіностудію імені Олександра Довженка в Києві і принесла свою фотографію для картотеки дітей-акторів. Незабаром її затвердили на одну з головних ролей (Варька-«Скорпена») в радянському дитячому телевізійному художньому фільмі режисера Радомира Василевського «Очікування», знятому в 1981 році на «Одеській кіностудії». Актор Юрій Васильович Катін-Ярцев, що грав у цьому фільмі, оцінивши роботу Лідії в картині, порадив їй після закінчення середньої школи їхати до Москви і вступати до театрального училища. Однак у рік випуску зі школи-інтернату починаюча актриса не наважилася відправитися до столиці. Вона спробувала вступити до Київського театрального інституту імені Івана Карпенка-Карого, але зазнала невдачі. Наступного 1984 року, все-таки послухавшись поради Катіна-Ярцева, вирішила поїхати до Москви, де з першої спроби вступила до Щукінського училища.
1988 році закінчила Вище театральне училище імені Бориса Щукіна (акторський курс Народної артистки РРФСР Алли Олександрівни Казанської). У цьому ж році була прийнята до складу трупи Державного академічного театру імені Є. Вахтангова, де служить і нині.
15 лютого 2010 року «за заслуги в галузі мистецтва» присвоєно почесне звання «Заслужений артист Російської Федерації».
З 26 листопада 2012 року по 28 червня 2013 року вона ведуча містичного ток-шоу «Справа Х. Слідство триває» на телеканалі «Росія-1».

### Громадська діяльність, погляди
У лютому 2003 року вступила до складу російської політичної партії «Єдина Росія».
28 червня 2005 року підписала "Лист на підтримку вироку колишнім керівникам нафтової компанії «ЮКОС», опублікований в газеті «Известия».
6 лютого 2012 року стала довіреною особою Путіна на виборах президента Російської Федерації в березні 2012 року. 26 травня 2012 року увійшла до складу Генеральної ради російської політичної партії «Єдина Росія», що включає в себе сто сімдесят чоловік.
З 18 лютого 2014 року — член Громадської палати Російської Федерації 5 скликання.
У 2018 році була довіреною особою кандидата в мери Москви Сергія Собяніна.

### Особисте життя
- Чоловік — Олексій Геннадійович Гуськов (нар. 20 травня 1958), актор театру і кіно, продюсер, народний артист Російської Федерації. Лідія і Олексій одружилися у 1988 році[20].
  - Син — Володимир Олексійович Гуськов (нар. 7 січня 1989[10][20][21]), актор театру і кіно. У 2009 році закінчив Театральний інститут імені Бориса Щукіна в Москві за спеціальністю «актор драматичного театру і кіно» (курс професора Галини Петрівни Сазонової)[22], після чого увійшов до трупи Московського академічного театру імені Володимира Маяковського, де служить і нині[21]. 22 липня 2015 року став лауреатом театральної премії газети «Московський комсомолець» (сезон 2014/2015) у категорії «Початківці» в номінації «Найкраща чоловіча роль другого плану» за виконання ролі Олександра у виставі «Останні» режисера Микити Кобелєва на сцені Театру імені Маяковського[23].
    - Онука Стефанія (нар. 18 березня 2016)[24][25].

  - Син — Дмитро Олексійович Гуськов (нар. 8 листопада 1994 року, в день святого Димитрія Солунського[10]), навчався на факультеті продюсерства і економіки ВДІК[20].

## Творчість

### Ролі в театрі
- «Зойчина квартира» Михайла Булгакова, постановка Гарія Черняховського — Манюшка
- «Принцеса Турандот» Карло Гоцці, відновлення постановки Євгенія Вахтангова — Адельма
- «Без вини винуваті» Олександра Островського, постановка Петра Фоменка — Любов Іванівна Отрадіна
- «Алі-Баба і сорок розбійників» В'ячеслава Шалевича, М. Воронцова, постановка В'ячеслава Шалевича, Олександра Горбаня — Шахрезада
- «Циліндр» Едуардо де Філіппо, постановка Аркадія Каца — Рита
- «Отелло» Вільяма Шекспіра, постановка Євгена Марчеллі — Емілія
- «Мадемуазель Нітуш» Ерве, постановка Володимира Іванова — Корінн
- «Дядечків сон» Федора Дстоєвського, постановка Володимира Іванова — Ганна Миколаївна Антипова
- «Берег жінок» (хореографічна композиція за мотивами пісень Марлен Дітріх), хореограф-постановник Анжеліка Холіну — «Bitte geh nicht fort»
- «Маскарад» Юрія Лермонтова, постановка Рімаса Тумінаса — баронеса Штраль
- «Люди як люди» за п'єсою Максима Горького «Зыковы», постановка Володимира Іванова — Софія[26]
- «Пристань» за мотивами творів Бертольта Брехта, Івана Буніна, Федора Дстоєвського,Фрідріха Дюрренматта, Артура Міллера,Олександра Пушкіна, Едуардо де Філіппо, Вільяма Шекспіра — Надія («Темні алеї» Івана Буніна)
- «Пастка для чоловіка» Жана Пуаре, постановка Володимира Іванова — Софі
- «Чоловік у розстрочку» за мотивами п'єси М. Задорнова — Любов Володимирівна

### Фільмографія
1. 1981 — Очікування —Варька- «Скорпена»
2. 1983 — Вечори на хуторі біля Диканьки —  епізод
3. 1987 — Державний кордон. Фільм 6-й: За порогом перемоги — Христина
4. 1987 — Дівчата з «Согдіани» —  епізод
5. 1989 — Під небом блакитним —  епізод
6. 1990 — Зачарований мандрівник —  Груша, циганка, кохана Івана
7. 1991 — Veniks. Підлогові щітки —  Сяо-Мяо
8. 1991 — Московське кохання —  Катя
9. 1991 — Помирати не страшно —  Варвара (доросла), дочка Ксенії
10. 1991 — Яр —  Олімпіада (Липа), дочка лісника
11. 1991 — Вовкодав —  адміністратор у сочинському готелі
12. 1992 — Ризик без контракту —  подруга Каріма
13. 1994 — Будулай, якого не чекають —  Настя, молодша сестра дружини Будулая
14. 1996 — Полуничка —  Катя
15. 1998 — Класик —  Ліля, Співачка в ресторані, пасія Андрія Савицького
16. 1999 — 2000 — Прості істини —  Тетяна Анатоліївна Тихомирова, мати Єгора, голова батьківського комітету
17. 2001 — Ідеальна пара (серія № 4 «Митниця дає добро») —  співробітник митниці
18. 2001 —  2002 — Нероби —  Ірина, колишня дружина Юриса
19. 2001 — Злодійка —  Галина Костелак
20. 2002 — Слідство ведуть ЗнаТоКі. Справа № 23 «Третейський суддя» —  Китаєва, експерт-криміналіст МУР а
21. 2002 — Слідство ведуть ЗнаТоКі. Справа № 24 «Пуд золота» —  Китаєва, експерт-криміналіст МУРу
22. 2002 — Злодійка-2. Щастя напрокат —  Галина Костелак
23. 2003 — Ідіот —  Настасья Пилипівна
24. 2003 — Снігове кохання, або Сон у зимову ніч (Україна) —  Ксенія Задорожна, журналістка, мати Лялі
25. 2004 — Вузький міст — Ліля, мистецтвознавець, дружина актора Анатолія Гладирєва
26. 2005 — Убивча сила 6 (фільм № 3 «Овертайм») —  Марія Андріївна Родіонова, президент хокейного клубу
27. 2005 — Єралаш — (випуск № 185 «Подарунок феї») —  вчителька
28. 2006 — Російські гроші —  Глафіра Олексіївна, родичка поміщиці Меропії Мурзавецької
29. 2007 — Батько —  Кіра
30. 2007 — Гріх —  Віра Сергіївна Синцова, мати загиблого Сергія Синцова
31. 2008 — Вчитель музики —  Аліса, власниця великої охоронної фірми
32. 2009 — Кохання-зітхання 2 —  Єлизавета Федорівна Левицька
33. 2010 — Старша дружина —  Оксана
34. 2011 — Пончик Люся —  Марія Казимирівна Власова
35. 2011 — Одкровення (серія № 2 «Підвал») —  директорка школи-інтернату
36. 2012 — Серпень. Восьмого —  Аза, жінка у зруйнованому будинку
37. 2014 — Аромат шипшини —  Людмила Василівна Новікова
38. 2015 — Місяць —  Катерина Сергіївна Паніна, районний прокурор, мати Насті, дружина Миколи
39. 2016 — Тонкий лід —  Валерія Петрівна, дитячий психолог
40. 2018 — Берізка —  Надія Петрівна Свєтлова, народна артистка СРСР, художній керівник і головний балетмейстер Державного академічного хореографічного ансамблю «Берізка»  (прототип — Надія Надєждіна)[27]
41. 2018 — Вічне життя Олександра Христофорова —  Ірина, колишня дружина Олександра Христофорова
42. 2018 — Доктор Ріхтер-2 —  Олена Добровольська
43. 2021 — Сьома симфонія —  Катерина Пруднікова, гобоїстка

### Озвучування фільмів
- 1996 — Максимальний ризик (США) — Алекс Мінетті, подруга Михайла (роль Наташі Генстридж)
- 2002 — Нероби (Україна) — Ліза Арсеньєва / Ольга Сумська

### Робота на телебаченні
- 2012—2013 — містичне ток-шоу «Справа Х. Слідство триває» на телеканалі «Росія-1» — провідна[14].

## Визнання заслуг
- 2010 — почесне звання «Заслужений артист Російської Федерації» — за заслуги в галузі мистецтва[2].
- 2017 — Орден Дружби — за заслуги у розвитку вітчизняної культури і мистецтва, засобів масової інформації, багаторічну плідну діяльність[28].
- Почесне звання «Заслужений артист Республіки Північна Осетія — Аланія»[3].